# نهر أبي الجند
نهر أبي الجند كان يعرف بنهر القاطول، كأنه مقطوع من دجلة، ونهر القاطول كان في موضع سامراء قبل أن تعمر، وكان الرشيد أول من حفر هذا النهر، وبنى على فوهته قصراً أسماه أبا الجند، لكثرة ما كان يسقي من الأرضين وجعله لأرزاق جنده. وعن القاطول، قال الأخطل:
والقاطول موضع بين الجزيرة والموصل. وأشار المؤرخ الجغرافي أبو الفداء في كتابه تقويم البلدان إلى أن نهر القاطول يصبح اسمه نهر النهروان بعد قرية صولى، فيقول: ويحمل من دجلة عدة أنهار منها القاطول الأعلى، ويخرج من دجلة عند قصر المتوكل المعروف بالقصر الجعفري، ثم يسير بين القرايا ويسقيها، حتى يمر بقرية يقال لها صولى، فإذا تجاوزها لا يسمى القاطول، ويسمى حينئذ النهروان ولا يزال يمر في قرايا وبلاد ويسقيها حتى يعود ويصب في دجلة أسفل من جرجرايا من الجانب الشرقي، ويحمل من دجلة أيضاً ثلاثة من القواطيل، أوائلها موضع واحد أسفل من سر من رأى لفرسخين.
ويذكر ياقوت الحموي: أن فوق هذا القاطول، القاطول الكسروي حفره كسرى أنو شروان العادل يأخذ من جانب دجلة في الجانب الشرقي، وعليه شاذروان فوقه يسقي رستاقاً بين النهرين من طسوج بُزرجسابور، وحفر بعده الرشيد هذا القاطول تحته مما يلي بغداد وهو أيضاً يصب في النهروان تحت الشاذروان، وقال جحظة البرمكي:
ومما ذكره ابن سرابيون عن نهر أبي الجند، قوله: أبو الجند يمر بين ضياع وقرى، ويتفرع منه أنهار تسقي الضياع التي على شاطئ دجلة الشرقي، ويصب أكثرها إلى دجلة، ثم إلى طفَّر وهو قاع موحش بين بعقوبا ودقوقاء، وعليه هناك جسر .